# Kormoran arabski
Kormoran arabski (Phalacrocorax nigrogularis) – gatunek dużego ptaka z rodziny kormoranów (Phalacrocoracidae).
TaksonomiaGatunek ten bywał umieszczany w rodzaju Leucocarbo. Nie wyróżnia się podgatunków.
WystępowanieWystępuje w Zatoce Perskiej, na wyspach Morza Arabskiego u wybrzeży Omanu i Zatoki Adeńskiej u wybrzeży Jemenu, ostatnio także na Sokotrze; spotykany też w południowej części Morza Czerwonego (możliwe lęgi na wyspach u wybrzeży Erytrei).
MorfologiaDługość ciała 76–84 cm; rozpiętość skrzydeł 102–110 cm. Upierzenie ciemne, w okresie tokowania pojawia się kilka białych piór za oczami.
EkologiaGniazduje w gęstych koloniach liczących od 50 do kilkudziesięciu tysięcy par. Lęgi odbywają się na wyspach, na brzegach z równym poziomem piasku lub żwiru lub na łagodnie nachylonych wzgórzach wolnych od roślinności. Gniazdo stanowi zagłębienie w podłożu lub kopczyk usypany z materiału podłoża, także wśród kamieni. Może budować gniazda pod nasadzonymi drzewami, ale preferuje gniazdowanie na otwartej przestrzeni. W lęgu zwykle 2–3 jaja. Jego dieta składa się głównie z małych ławicowych ryb pelagicznych, nurkuje po nie na głębokość nawet powyżej 18 m.
StatusIUCN od 2000 roku uznaje kormorana arabskiego za gatunek narażony (VU, Vulnerable); wcześniej, od 1988 roku klasyfikowano go jako gatunek bliski zagrożenia (NT, Near Threatened). W 2010 roku szacowano liczebność światowej populacji na około 220 tysięcy dorosłych osobników. BirdLife International uznaje trend liczebności populacji za spadkowy. Do zagrożeń dla gatunku należą m.in.: rozwój infrastruktury na wybrzeżach, wybieranie jaj i piskląt czy zanieczyszczenie środowiska morskiego przez wycieki olejowe.